# Robert und Bertram, die lustigen Vagabunden
Robert und Bertram, die lustigen Vagabunden è un film muto del 1915 diretto da Max Mack. Tratto da un lavoro di Johann Nestroy, ha come interpreti Eugen Burg e Ferdinand Bonn nei ruoli dei due allegri vagabondi, mentre Wilhelm Diegelmann veste i panni di un secondino e Ernst Lubitsch quello del commissario. Fu la prima opera di Nestroy, celebre commediografo e attore teatrale dell'Ottocento austriaco, ad essere adattata per il cinema.

## Produzione
Il film fu prodotto dalla Projektions-AG »Union« (PAGU) (Berlin).

## Distribuzione
Fu presentato in prima a Berlino il 12 agosto 1915.